# Écologie du développement humain

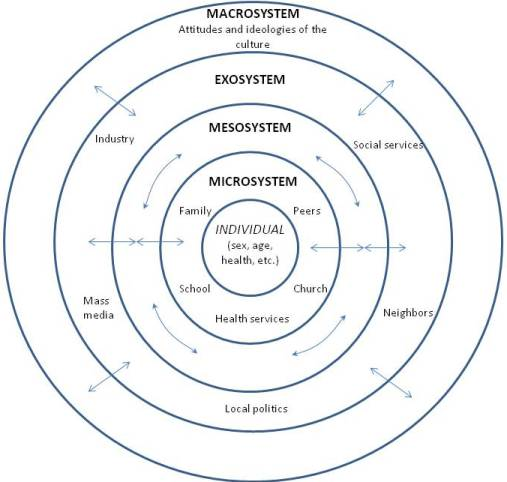
La théorie écologique du développement de Bronfenbrenner.

Le modèle écologique du développement humain est né au tournant des années 1970-1980 des travaux de Urie Bronfenbrenner, un psychologue/chercheur américain. Rapidement, cette théorie a connu un bon accueil et elle figure aujourd'hui parmi les modèles généralement reconnus pour analyser un ensemble d'influences pouvant agir sur le développement de l'individu.
Concrètement, le modèle propose d'analyser les situations à l'aide d'un cadre où six niveaux de systèmes interagissent entre eux. Cela pour permettre de mieux comprendre comment se construisent, par exemple, les expériences d'un enfant dans un contexte donné. Ces systèmes interagissent à travers des liens bidirectionnels, influençant nécessairement l'organisation des situations dans lesquelles œuvrent les individus. L'écologie du développement humain accorde donc une attention particulière aux interactions entre les individus et leur environnement, principalement l'environnement perçu par eux.
Sont présentés brièvement ci-dessous ces six principaux systèmes :
- L'ontosystème : Ce système comprend l'ensemble des caractéristiques, des états, des compétences, des habiletés, des vulnérabilités ou des déficits innés ou acquis d'un individu.

- Le microsystème : Réfère au milieu immédiat de l'individu (famille, école, groupe de pairs, quartier, etc.). Il se définit à travers les rôles occupés, les activités réalisées et les interrelations entre les acteurs qui y sont impliqués.
- Le mésosystème : Ce système est composé de différents microsystèmes et constitue donc le réseau de connexions entre les environnements immédiats que représentent ces microsystèmes (par exemple, les relations qui se tissent entre la famille de l'enfant et l'école).
- L'exosystème :  Il s'agit des paramètres de l'environnement externe qui influencent le développement de manière indirecte (par exemple, le contexte de travail des parents exerce parfois une pression sur la famille, ce qui pourra éventuellement influencer les relations entre celle-ci et l'école).
- Le macrosystème :  Représente quant à lui le contexte culturel plus large qui influence l'ensemble des autres systèmes, notamment à travers les particularités idéologiques propres à la société dans laquelle s'inscrit le phénomène à l'étude.
- Le chronosystème : Il s'agit du plus récent élément ajouté au modèle et qui réfère aux transitions écologiques qui se vivent tant sur le plan de l'environnement que sur celui des rôles occupés par un individu.

Chaque système énoncé ci-dessus contient des rôles, des normes et des règles qui peuvent orienter de manière importante le développement des individus. 
Ces systèmes sont basés sur une approche systémique, c’est-à-dire, une prise en charge du sujet afin de comprendre ses difficultés et ses particularités. Une prise en charge familiale (et non plus personnelle) est également possible dans une sphère professionnelle, dont le but premier sera d’analyser comportements et spécificités d’un sujet.

## Publications
- Bronfenbrenner, U. (1979). The Ecology of Human Development: Experiments by Nature and Design. Cambridge, MA: Harvard University Press.  (ISBN 0-67422-457-4)
- Bronfenbrenner, U. (1986). Ecology of the Family as a Context for Human Development: Research Perspectives. Developmental Psychology, 22(6), 723-742.

- http://www.cerfasy.ch/cours_modeco.php